# 町小路
町小路（まちこうじ）とは、中世京都の町衆の中心となった通りであり、そこには土倉が建ち並んでいた。現在の新町通のルーツにあたる。

## 概要
町小路の前身は平安京の町尻小路（まちじりこうじ）/町口小路（まちぐちこうじ）で、江戸時代以降は新町通となる。鴨川が氾濫してもその影響の及ばない高台に属し、地勢的には当時の京都の一等地である。そしてそこ並んでいたのは商人の商家や職人の工房であり、それに対して　公家や武家はより洪水の危険が及ぶ東洞院通以東に居を構えていた。町衆の中の富裕層は「有徳人」と呼ばれれ、祇園会の際には国家に代わって山鉾巡行の費用を拠出しやことから「潤屋の賤民」とも呼ばれた。

## 街路
平安京以来、現在も用いられる「東西通＋南北通」（例：四条烏丸）という地点の表記の方法にならい、町小路が東西の通りと交差する地点は、「○○＋町」と呼ばれた。
- 二条町 - 米商人が多く、1330年、後醍醐天皇が安価に米を拠出させた。
- 三条町
- 六角町
- 錦小路町
- 四条町 - 毘沙門堂（延暦寺末寺）の子院・常不動院あり。
- 五条町前後八町 - 高辻小路・五条大路・西洞院大路・室町小路に囲まれた地域。当時の繁華街であり、延暦寺が地主。
- 七条町 - 平安時代後期には手工業者が集住していた。